# Thuyết sắc động lực học lượng tử
Thuyết sắc động lực học lượng tử (Quantum chromodynamics hay QCD) là lý thuyết miêu tả một trong những lực cơ bản của vũ trụ, đó là tương tác mạnh. Nó miêu tả các tương tác của các quark và các gluon và là một dạng của thuyết trường lượng tử phát triển dựa trên nền tảng toán học của lý thuyết nhóm, là non-abelian và ý tưởng đối xứng và biến đổi trên cả địa phương và toàn cầu của thuyết gauge. QCD có vai trò quan trọng trong Mô hình chuẩn của vật lý hạt. Một số lượng lớn các kết quả thành công từ các thí nghiệm của QCD đã được công bố trong những năm qua.
QCD có hai tính chất đặc biệt:
1. Tự do tiệm cận, điều này có nghĩa trong các phản ứng năng lượng rất cao, các quark và gluon tương tác rất yếu. Những tính chất dự đoán này đã được phát hiện từ thập niên 1970 nhờ David Politzer, Frank Wilczek và David Gross. Với công trình này, họ đã nhận giải thưởng Nobel vật lý năm 2004.
2. Chế ngự, điều này có nghĩa lực ở giữa các quark không hoàn toàn tiêu tan khi chúng tách ra xa. Do đó, sẽ phải cần đến một nguồn năng lượng vô hạn để có thể tách các quark ra xa, chúng được giới hạn mãi mãi trong các hadron như proton và neutron. Mặc dù chưa được chứng minh, những tính chế ngự đã được cộng đồng vật lý chấp nhận một cách rộng rãi bởi vì nó giải thích cho việc tại sao các quark không thể tồn tại ở dạng tự do, và đã được kiểm chứng một cách đơn giản bằng phương pháp mắt lưới của QCD.

## Thuật ngữ
Nhà vật lý Murray Gell-Mann đã đặt ra từ quark theo nghĩa hiện tại của nó. Ban đầu nó xuất phát từ cụm từ  "Three quarks for Muster Mark" tạm dịch là: "Ba hạt quark cho Muster Mark" trong Finnegans Wake của James Joyce. Vào ngày 27 tháng 6 năm 1978, Gell-Mann viết một bức thư riêng cho người biên tập Từ điển tiếng Anh Oxford, trong đó ông kể rằng ông đã bị ảnh hưởng bởi những lời của Joyce:  "The allusion to three quarks seemed perfect" tạm dịch là: "Việc ám chỉ ba hạt quark có vẻ hoàn hảo" (Ban đầu, chỉ có ba hạt quark được phát hiện.)
Ba loại tích trong QCD (trái ngược với một loại trong điện động lực học lượng tử hoặc QED) thường được gọi là "màu tích" bởi sự tương đồng lỏng lẻo với ba loại màu sắc (đỏ, lục và lam) mà con người cảm nhận được. Khác với danh pháp này, thông số lượng tử "màu sắc" hoàn toàn không liên quan đến hiện tượng màu sắc quen thuộc hàng ngày.
Lực giữa các quark được gọi là lực màu  hoặc lực tương tác mạnh, và chịu trách nhiệm cho lực hạt nhân.
Vì lý thuyết điện tích được mệnh danh là "điện động lực học", từ tiếng Hy Lạp χρῶμα chroma "màu sắc" được áp dụng cho lý thuyết màu tích, "sắc động lực học".

## Lý thuyết

### QCD
Gaμv=dμGva-dvGμa-gfabcGμbGvc
trong đó:Gμva là tenxơ bất biến gluonic đo cường độ trường.
fabc:hằng số cấu trúc của SU